# Hattanda Kohei
Hattanda Kohei (八反田 康平 Bát Phản Điền Khang Bình), sinh ngày 8 tháng 1 năm 1990, là một cầu thủ bóng đá người Nhật Bản hiện tại thi đấu cho Nagoya Grampus.

## Sự nghiệp

### Câu lạc bộ
Ngày 27 tháng 12 năm 2016, Nagoya Grampus announced the permanent signing of Hattanda.

## Thống kê sự nghiệp

### Câu lạc bộ
Tính đến trận đấu diễn ra ngày 19 tháng 11 năm 2017
| Câu lạc bộ            | Mùa giải            | Giải vô địch        | Giải vô địch | Giải vô địch | Cúp Quốc gia | Cúp Quốc gia | Cúp Liên đoàn | Cúp Liên đoàn | Châu lục | Châu lục  | Khác    | Khác      | Tổng    | Tổng      |
| Câu lạc bộ            | Mùa giải            | Hạng đấu            | Số trận      | Bàn thắng    | Số trận      | Bàn thắng    | Số trận       | Bàn thắng     | Số trận  | Bàn thắng | Số trận | Bàn thắng | Số trận | Bàn thắng |
| --------------------- | ------------------- | ------------------- | ------------ | ------------ | ------------ | ------------ | ------------- | ------------- | -------- | --------- | ------- | --------- | ------- | --------- |
| Shimizu S-Pulse       | 2012                | J1 League           | 9            | 0            | 2            | 0            | 4             | 0             | -        | -         | -       | -         | 15      | 0         |
| Shimizu S-Pulse       | 2013                | J1 League           | 6            | 1            | 3            | 0            | 4             | 1             | -        | -         | -       | -         | 13      | 2         |
| Shimizu S-Pulse       | 2014                | J1 League           | 0            | 0            | 0            | 0            | 0             | 0             | -        | -         | -       | -         | 0       | 0         |
| Shimizu S-Pulse       | 2015                | J1 League           | 15           | 0            | 1            | 0            | 0             | 0             | -        | -         | -       | -         | 16      | 0         |
| Shimizu S-Pulse       | 2016                | J2 League           | 1            | 0            | 0            | 0            | -             | -             | -        | -         | -       | -         | 1       | 0         |
| Shimizu S-Pulse       | Tổng                | Tổng                | 31           | 1            | 6            | 0            | 8             | 1             | -        | -         | -       | -         | 45      | 2         |
| Vegalta Sendai (mượn) | 2014                | J1 League           | 3            | 0            | 1            | 0            | 4             | 0             | –        | –         | –       | –         | 8       | 0         |
| Oita Trinita (mượn)   | 2016                | J3 League           | 14           | 1            | 1            | 0            | –             | –             | –        | –         | –       | –         | 15      | 1         |
| Nagoya Grampus        | 2017                | J2 League           | 16           | 0            | 0            | 0            | -             | -             | -        | -         | 0       | 0         | 16      | 0         |
| Nagoya Grampus        | 2018                | J1 League           | 0            | 0            | 0            | 0            | 0             | 0             | -        | -         | -       | -         | 0       | 0         |
| Nagoya Grampus        | Tổng                | Tổng                | 16           | 0            | 0            | 0            | 0             | 0             | -        | -         | 0       | 0         | 16      | 0         |
| Tổng cộng sự nghiệp   | Tổng cộng sự nghiệp | Tổng cộng sự nghiệp | 64           | 2            | 8            | 0            | 12            | 1             | -        | -         | -       | -         | 84      | 3         |